# دهستان حویق
دهستان حویق نام دهستانی در بخش حویق شهرستان طوالش، استان گیلان در ایران است. براساس سرشماری مرکز آمار ایران در سال ۱۳۸۵، جمعیت آن ۱۱۲۰۱ نفر (۲۵۵۰ خانوار) بوده‌است.